# Transfotografia
Transfotografia est un festival international de photographie, créé en 2006 en Pologne, dans la région des trois villes, en polonais : Trójmiasto, particulièrement dans la ville de Gdańsk mais aussi dans les villes de Gdynia et Sopot.
La programmation est particulièrement orientée vers la jeune création polonaise et française, de par ses liens avec le festival Transphotographiques de Lille. 
Ainsi de nombreux artistes français, comme Stephan Zaubitzer, Thibaut Cuisset, Olivier Mirguet, Manuel Litran, Gautier Deblonde, Denis Rouvre ou encore Cédric Delsaux, ont eu l'occasion d'exposer leur travail en Pologne.
En 2011, pour sa 6e édition, Transfotografia a présenté les travaux de : 
- 7 photographes français : Hervé Dorval, Antoine Bruy, Kpoon Dubus, Marie-Josée Roy, Claire Schneider, Julien Legrand et Vincent Mayes sont exposés à la Galeria Pionova, Galeria Zpap, Stocznia Gdanska de Gdansk et à Zatoka Sztuki à Sopot.
- 1 artiste polonais : Michał Szlaga à la Galeria PiTiPa de Gdansk.